# Paradarisa consonata
Paradarisa consonata är en fjärilsart som beskrevs av Herrich-Schäffer 1863. Paradarisa consonata ingår i släktet Paradarisa och familjen mätare. Inga underarter finns listade i Catalogue of Life.